# Савотченко, Евгений Николаевич
Евгений Николаевич Савотченко — советский и российский художник и государственный деятель, председатель Белгородского горисполкома (1973—1986).

## Биография
Родился 11 октября 1932 года в г. Амвросиевка Сталинской (Донецкой) области.
Окончил художественную студию при дворце культуры имени Кирова, г. Амвросиевка (1952); Харьковский инженерно-строительный институт (1957); Изостудию при Белгородском областном Доме народного творчества (1963—1966).
С 1957 г. жил Белгороде. С 1958 по 1963 г. работал в различных подразделениях треста «Белгородстрой». С 1963 по 1966 г. в комитете партийного контроля Белгородского обкома КПСС. С 1966 по 1973 г. директор института «Белгородгражданпроект».
Председатель Белгородского горисполкома (1973—1986). За время его руководства в городе построены 15 промышленных предприятий, два дома быта, универмаг «Белгород», Центральный рынок, Дворец пионеров, парк Победы с фонтаном, железнодорожный и автовокзалы, очистные сооружения.
В 1986—1987 гг. первый директор музея диорамы «Курская битва. Белгородское направление». В 1987—1989 гг. директор Белгородского государственного художественного музея.
С 1989 по 1992 г. снова директор института «Белгородгражданпроект».
Художник, участник международных, всесоюзных, всероссийских, зональных, региональных, областных выставок с 1965 г. С 1980 г. — член Союза художников СССР.
Заслуженный работник культуры Российской Федерации. Награждён орденами «Знак Почёта», Трудового Красного Знамени, двумя медалями и Почётной грамотой Президиума Верховного Совета РФ (1993).
Решением сессии городского Совета депутатов от 23 июля 2002 года № 295 у присвоено звание «Почётный гражданин города Белгорода».
Умер 18 января 2021 года.